# Microrégion de Colorado do Oeste

Localisation de la microrégion de Colorado do Oeste

## Géographie
La Microrégion de Colorado do Oeste est située dans l’est de l’État du Rondônia au Brésil. Elle est l’une des six microrégions qui subdivisent cette partie de l’État.

## Démographie
Elle comporte 5 municipalités qui regroupaient 55 020 habitants en 2006 pour une superficie totale de 14 624 km2.

## Économie
L’économie de la microrégion est principalement basée sur l’agriculture, l’élevage et l’exploitation forestière, activités typiques de la région du Rondônia.

## Environnement
La microrégion est caractérisée par une biodiversité riche, avec des zones de forêt amazonienne qui sont essentielles pour la conservation de l’environnement.

## Municipalités[1]
- Cabixi
- Cerejeiras
- Colorado do Oeste
- Corumbiara
- Pimenteiras do Oeste